# 衣縫内親王
衣縫内親王（きぬぬいないしんのう）は、志貴皇子の王女。光仁天皇の異母姉妹。

## 生涯
聖武朝の天平17年（745年）、无位から従四位下を授けられる。
光仁朝の宝亀元年（770年）11月、難波内親王・坂合部内親王・能登内親王・弥努摩内親王とともに内親王となり、四品を授けられる。
宝亀3年（772年）7月、薨去。桑原王、奈貴王が喪事を監護した。